# Peninsula (Brasile)
Peninsula è una parte del quartiere (bairro) di Barra da Tijuca della città di Rio de Janeiro in Brasile.

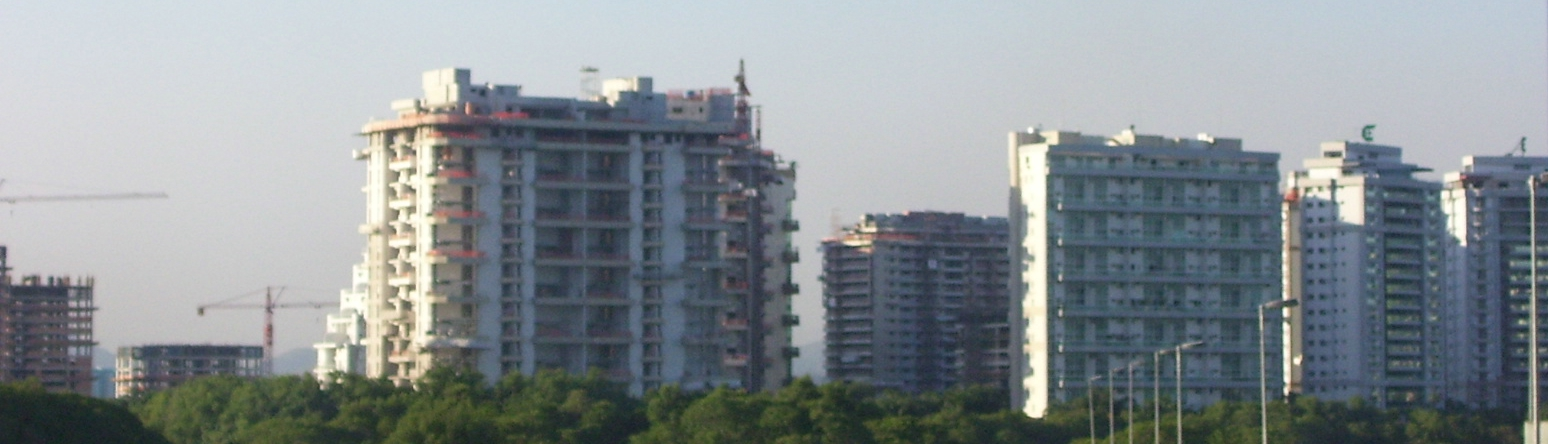
Vista di Peninsula, nel 2007

Il nome deriva dalla sua forma peninsulare che si affaccia sul lago di Tijuca.

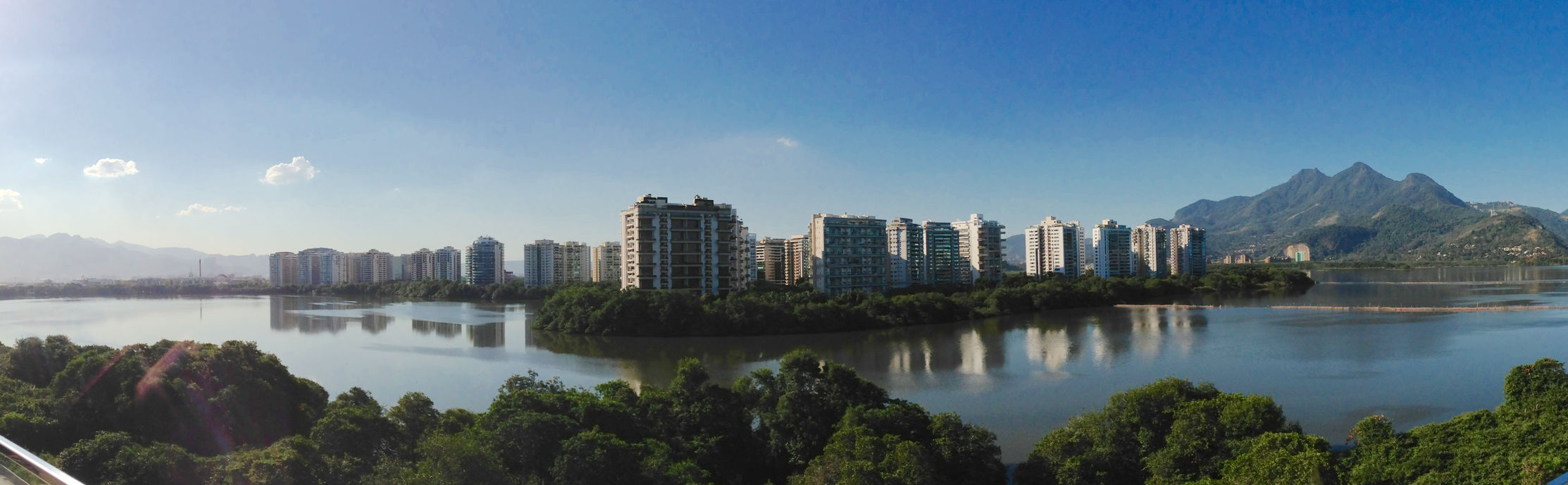
Vista di Península, nel 2013.

Sorge nel punto di incontro di due arterie fondamentali della città: la Linha Amarela, proveniente dalla Zona Norte di Rio de Janeiro, e Avenida Ayrton Senna.
Grazie a costruttori edili come Carvalho Hosken, Canopus e Cirela ha conosciuto un'espansione urbanistica repentina durante l'ultimo decennio, ma con caratteristiche di sostenibilità ecologica che hanno permesso di pianificare una percentuale di superficie edificata inferiore all'8% della superficie totale.
Peninsula negli ultimi anni ha avviato un processo di indipendenza diventando gradualmente un quartiere che offre ai suoi abitanti tutte le necessità. Sono molte le attività commerciali sorte nella Peninsula, frequentate principalmente dai suoi abitanti.